# 大三島憩の家
大三島憩の家（おおみしまいこいのいえ）は、愛媛県今治市大三島町宗方にある宿泊施設である。

## 概要
旧大三島町立宗方小学校の跡地を改装し、1988年に開設された。2002年には映画「船を降りたら彼女の島」の撮影に使用され、主人公の両親が経営する民宿として活用された。
2003年に文部科学省の「廃校リニューアル50選」に選ばれた。2004年には映画のセットの保存を含めたリニューアル工事が実施された。
しまなみ海道開通後、近年多くのサイクリストが訪れる民泊であったが、築80年以上が経過し、雨漏りや耐震上の問題で継続が危ぶまれていた。一時期は取り壊して新たな宿泊施設を建てる話も出ていたが、大三島で活動する建築家の伊東豊雄が「こんなに素晴らしいものを壊してはいけない。この佇まいは後世に残すべき」とリノベーションによる保存・再生を提案。
2018年に改修工事が行われ、同年4月25日にリニューアルオープンした。長い板張りの廊下など、昔の木造校舎の面影を残しつつ、雨漏りする屋根を改修し、耐震補強を実施。また、瀬戸内海を臨む展望風呂の新設や、客室の一部洋室化などが行われ、2階にはイベントやワークショップなども開催できるサロンが設けられた。改修は市が国の地方創生拠点整備交付金を活用し、伊東豊雄が塾長の伊東建築塾に委託した。
今治市岩田健母と子のミュージアムが隣接して立地している。

## 館内設備
- 客室
- 食堂
- 展望風呂
- ラウンジ

## 交通アクセス
- 西瀬戸自動車道大三島インターチェンジより車で約30分。
- 今治駅前より瀬戸内海交通（急行バス、宮浦港行）・瀬戸内運輸（特急バス、宮浦港行）に乗車し宮浦港で下車・乗換。瀬戸内海交通（宗方港行）に乗車し、「宗方」停留所で下車して徒歩で約10分。
- 今治港より大三島ブルーライン（フェリー）・今治市営渡船（旅客船）に乗船し宗方漁港にて下船し、徒歩で約27分。

## 周辺
- 今治市岩田健母と子のミュージアム
- 大三島みんなのワイナリー醸造所
- イナズミ公園
- 宗方海岸